# Vila Steiner (Hlubočepy)
Vila Steiner je rodinný dům, který stojí v Praze 5-Hlubočepích ve vilové čtvrti Barrandov v ulici Barrandovská.

## Historie
Ve vile s původním katastrálním číslem 696/37 bydlela k roku 1937 rodina pražských obchodníků, která byla majiteli domu: Emanuel Steiner s manželkou Florou, František Steiner s manželkou Terezií, Jan Steiner a Oto Steiner

### Po roce 1989
Vila prošla rekonstrukcí, při které zcela změnila svůj původní vzhled.